# BC Düsseldorf
Der Badminton-Club Düsseldorf e.V. ist ein 1952 gegründeter Sportverein und der erste Badmintonclub Düsseldorfs.
Die Gründungsgeschichte des Vereins begann mit dem Mieten der Sportfläche der DEG Metro Stars, wo zwei Sportlehrer Jugendliche im Federballspiel unterrichteten. Als Folge des Erfolgs des Angebots, gründete Hubert Brohl 1952 den Badminton Club Düsseldorf – den ersten Verein dieser Art in der Landeshauptstadt. Die größten Erfolge für den Verein errangen Dieter Schramm, Ute Seelbach und Eckart Paatsch in der zweiten Hälfte der 1950er Jahre und in der ersten Hälfte der 1960er Jahre. Bei den Deutschen Einzelmeisterschaften gewannen diese Sportler fünf Meistertitel für den BC. Als Mannschaft gehörte Düsseldorf ebenfalls zu den besten Teams in NRW und spielte in dieser Zeit in der höchsten Liga des Landes, schaffte es jedoch nie, sich vor zwei der deutschlandweit dominierenden Mannschaften aus Bonn, Solingen, Merscheid, Bochum oder Beuel zu platzieren und sich für die deutsche Endrunde zu qualifizieren.
2019 hatte der BC Düsseldorf mehr als 130 Mitglieder. 2021 umfasste der Verein drei Seniorenmannschaften in drei Spielklassen und eine Jugend Minimannschaft. Die erste Seniorenmannschaft spielte in der Bezirksliga, die zweite in der Bezirksklasse und die dritte in der Kreisliga.

## Erfolge
| Saison    | Veranstaltung                    | Disziplin    | Platz | Starter                                                           |
| --------- | -------------------------------- | ------------ | ----- | ----------------------------------------------------------------- |
| 1954/1955 | Deutsche Einzelmeisterschaft U18 | Dameneinzel  | 3     | Ute Seelbach (BC Düsseldorf)                                      |
| 1954/1955 | Deutsche Einzelmeisterschaft U18 | Herreneinzel | 3     | Dieter Schramm (BC Düsseldorf)                                    |
| 1954/1955 | Deutsche Einzelmeisterschaft U18 | Mixed        | 1     | Dieter Schramm / Ute Seelbach (BC Düsseldorf)                     |
| 1955/1956 | Deutsche Einzelmeisterschaft U18 | Damendoppel  | 2     | Helga Groteloh / Ute Seelbach (BC Düsseldorf)                     |
| 1955/1956 | Deutsche Einzelmeisterschaft U18 | Dameneinzel  | 1     | Ute Seelbach (BC Düsseldorf)                                      |
| 1955/1956 | Deutsche Einzelmeisterschaft U18 | Herrendoppel | 2     | Eckart Paatsch / Dieter Schramm (BC Düsseldorf)                   |
| 1955/1956 | Deutsche Einzelmeisterschaft U18 | Mixed        | 1     | Dieter Schramm / Ute Seelbach (BC Düsseldorf)                     |
| 1955/1956 | Deutsche Einzelmeisterschaft U18 | Mixed        | 3     | Eckhard Paatsch / Helga Groteloh (BC Düsseldorf)                  |
| 1956/1957 | Deutsche Einzelmeisterschaft U18 | Damendoppel  | 1     | Marlies Caspary / Ute Seelbach (1. DBC Bonn / BC Düsseldorf)      |
| 1956/1957 | Deutsche Einzelmeisterschaft U18 | Dameneinzel  | 1     | Ute Seelbach (BC Düsseldorf)                                      |
| 1956/1957 | Deutsche Einzelmeisterschaft U18 | Herrendoppel | 1     | Dieter Schramm / Eckart Paatsch (BC Düsseldorf)                   |
| 1956/1957 | Deutsche Einzelmeisterschaft U18 | Herreneinzel | 1     | Dieter Schramm (BC Düsseldorf)                                    |
| 1956/1957 | Deutsche Einzelmeisterschaft U18 | Mixed        | 2     | Dieter Schramm / Ute Seelbach (BC Düsseldorf)                     |
| 1957/1958 | Deutsche Einzelmeisterschaft U18 | Dameneinzel  | 2     | Ute Seelbach (BC Düsseldorf)                                      |
| 1957/1958 | Deutsche Einzelmeisterschaft U18 | Herreneinzel | 1     | Dieter Schramm (BC Düsseldorf)                                    |
| 1957/1958 | Deutsche Einzelmeisterschaft U18 | Mixed        | 1     | Dieter Schramm / Ute Seelbach (BC Düsseldorf)                     |
| 1957/1958 | Deutsche Einzelmeisterschaft U18 | Mixed        | 2     | Eckard Paatsch / Sabine Lommatsch (BC Düsseldorf / VC Düsseldorf) |
| 1958/1959 | Deutsche Einzelmeisterschaft     | Herrendoppel | 1     | Dieter Schramm / Eckart Paatsch (BC Düsseldorf)                   |
| 1958/1959 | Deutsche Einzelmeisterschaft     | Herreneinzel | 2     | Dieter Schramm (BC Düsseldorf)                                    |
| 1958/1959 | Deutsche Einzelmeisterschaft U18 | Damendoppel  | 1     | Ute Seelbach / Sabine Lommatsch (BC Düsseldorf)                   |
| 1958/1959 | Deutsche Einzelmeisterschaft U18 | Dameneinzel  | 1     | Ute Seelbach (BC Düsseldorf)                                      |
| 1959/1960 | Deutsche Einzelmeisterschaft     | Damendoppel  | 1     | Ute Seelbach / Irmgard Latz (BC Düsseldorf / Krefelder BC)        |
| 1959/1960 | Deutsche Einzelmeisterschaft     | Dameneinzel  | 3     | Ute Seelbach (BC Düsseldorf)                                      |
| 1959/1960 | Deutsche Einzelmeisterschaft     | Herrendoppel | 1     | Dieter Schramm / Klaus Dültgen (BC Düsseldorf / Merscheider TV)   |
| 1959/1960 | Deutsche Einzelmeisterschaft     | Herreneinzel | 2     | Dieter Schramm (BC Düsseldorf)                                    |
| 1959/1960 | Deutsche Einzelmeisterschaft     | Mixed        | 1     | Dieter Schramm / Ute Seelbach (BC Düsseldorf)                     |
| 1960/1961 | Deutsche Einzelmeisterschaft     | Dameneinzel  | 2     | Ute Seelbach (BC Düsseldorf)                                      |
| 1960/1961 | Deutsche Einzelmeisterschaft     | Dameneinzel  | 3     | Ursula Verhoeven (BC Düsseldorf)                                  |
| 1960/1961 | Deutsche Einzelmeisterschaft     | Mixed        | 1     | Dieter Schramm / Ute Seelbach (BC Düsseldorf)                     |
| 1962/1963 | Deutsche Einzelmeisterschaft     | Damendoppel  | 3     | Ute Seelbach / von der Thüsen (BC Düsseldorf)                     |